# Cathrine Margrethe von der Schulenburg
Cathrine Margrethe von der Schulenburg, født von Brockdorff (1698 – 1775) var datter af gehejmeråd Wolf von Brockdorff til Nør bror til Joachim von Brockdorff og enke efter Hieronymus von Thienen til Maaslev. Hun blev 5. januar 1723 gift med Werner von der Schulenburg og blev 1753 Dame de l'union parfaite.